# Banda (Staat)
Banda war ein Fürstenstaat in der Region Bundelkhand von Britisch-Indien im heutigen Bundesstaat Uttar Pradesh. Seine Hauptstadt war der Ort Banda.
Im Jahre 1790 machte sich Ali Bahadur I., ein illegitimer Sohn des Peshwa Baji Rao I., zum Nawab von Banda. Sein Sohn Shamsher Bahadur (1802–25) musste sich 1803 den Briten unterwerfen. Ali Bahadur II. (1850–58) beteiligte sich am Sepoy-Aufstand, weswegen die Briten das Land konfiszierten und den United Provinces angliederten.